# 优素福·卡拉
穆罕默德·尤素福·卡拉（1942年5月15日—）是印度尼西亚政治家，自2014年起担任印度尼西亚副总统，此前曾在2004年至2009年任职。他在2009年担任专业集团党总统候选人但未获成功总统选举。自2009年以来，卡拉一直担任印度尼西亚红十字会主席。在2014年总统大选中，卡拉宣称自己是佐科·维多多的竞选伙伴，2012年的一项民意调查显示，他在总统职位前三位竞争者中可能会受到选民的欢迎，并超过他自己党派的提名人阿布尔祖拉·巴克瑞。他是第一个担任印度尼西亚副总统的两个非连续任期的人。

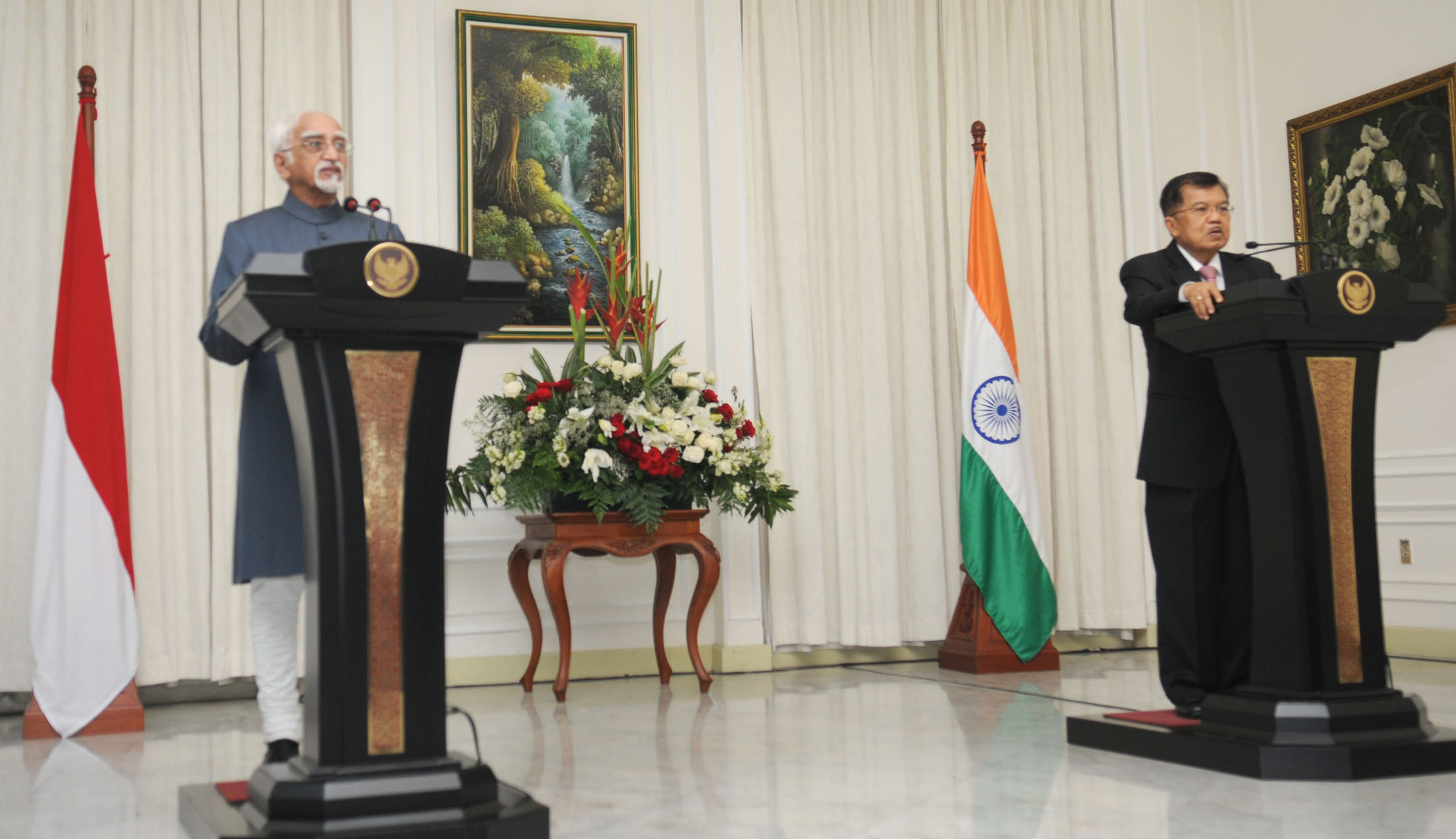
卡拉与印度贵宾（2015年）

## 早期生活
尤素福·卡拉于1942年5月15日出生在南苏拉威西省的首府瓦坦波尼。他的父亲是商人哈吉·卡拉母亲是出售丝绸的女人。他是10个孩子中的第二个孩子。
完成学业后，卡拉就读于望加锡的哈桑丁大学。在大学期间，他开始活跃于印度尼西亚学生行动阵线（KAMI），这是一个学生组织，支持苏哈托将军争取总统苏加诺的权力。 卡拉当选为KAMI南苏拉威西分会的主席。他表现出对政治生涯的兴趣，成为区域人民代表委员会（DPRD）的成员，并且当专业集团党仍然是在联合秘书处（Sekretariat Bersama或Sekber）格式下组建时，他是青年部的主席。

## 商人经历
1967年，卡拉毕业于哈桑丁大学经济系。当时经济形势黯淡，他的父亲哈吉·卡拉（Hadji Kalla）考虑关闭家族企业NV 哈吉卡拉。相反，卡拉决定接管公司。暂时停止他的政治活动，1968年，卡拉成为NV 哈吉卡拉的首席执行官，而他的父亲则担任董事长。一开始，企业只有一名员工，业务很慢。 Kalla的母亲通过交易丝绸和运营三辆公共汽车的小型运输业务来协助。随着时间的推移，业务增长并变得非常成功。 NV 哈吉卡拉从进出口贸易业务扩展到其他行业（酒店，基础设施建设，汽车经销商，航空公司，航运，房地产，运输，养虾场，油棕和电信）。除了担任NV 哈吉卡拉的首席执行官外，卡拉还是该公司各子公司的首席执行官。 1977年，卡拉毕业于巴黎南部枫丹白露国际商学院INSEAD。 “NV 哈吉卡拉”现在被称为卡拉集团，是印度尼西亚的主要商业集团之一，尤其是印度尼西亚东部。

## 隶属关系
除了他的商业生涯，卡拉一直活跃在众多知名组织中。从1979年到1989年，他担任Makassar（当时称为Ujung Pandang）的印度尼西亚经济学毕业生协会（ISEI）主席，并继续担任ISEI的顾问。 卡拉广泛参与了工商会（KADIN）。从1985年到1998年，他担任南苏拉威西岛KADIN的主席，并担任印度尼西亚东部KADIN的协调员。此外，卡拉还是望加锡三所大学的董事会成员。 卡拉通过建立Al Markaz清真寺并成为其伊斯兰中心的主席，为社会做出了贡献。
卡拉在“杀人法案”中被称为赞美Pancasila Youth并鼓励他们实施暴力。

## 从政之路

### 人民协商会议成员
卡拉于1987年回到现役，当时他被任命为人民协商会议（MPR），担任南苏拉威西的地区代表。他于1992年，1997年和1999年再次被任命为MPR。

### Wahid和Megawati Presidency
当Kyai Haji Abdurrahman Wahid（通常称为Gus Dur）于1999年被MPR选为总统时，卡拉被列入内阁并成为工业和贸易部长。 2000年4月，瓦希德和国有企业部长一起将他解职，他只担任了六个月的部长。 瓦希德指控卡拉和拉卡萨马纳部长腐败，尽管他从未提出证据支持指控，并且卡拉否认了这些指控。
2001年7月，在MPR特别会议上，瓦希德总统被解职。梅加瓦蒂·苏加诺普特里副总统接任总统职务，并将卡拉纳入内阁，任命他担任人民福利协调部长的高级职务。虽然这不是他的部长级简报的一部分，但卡拉帮助解决了波索在他的家乡苏拉威西岛上的宗教间冲突。卡拉促成了谈判，导致于2001年12月20日签署了“马利诺二号协定”并结束了已经持续三年的冲突。两个月后，卡拉帮助解决了苏拉威西岛的另一场冲突。 2002年2月12日，卡拉与政治和社会协调部长尤多约诺一起通过第二次马林诺宣言解决了安汶和摩鹿加的类似冲突。

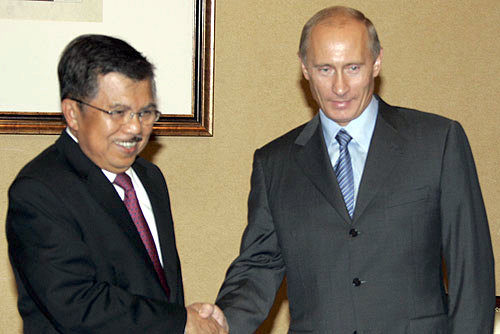
尤素福·卡拉与时任俄罗斯总理弗拉基米尔·普京

### 副总统之路
现在，卡拉成为一名帮助苏拉威西和平进程的受欢迎人物，他认为自己是2004年总统选举的候选人。 2003年8月，他宣布了自己的候选人资格并参加了专业集团党的2004年公约，该公约将选择专业集团党候选人担任总统。然而，随着时间的流逝，卡拉更多地被视为副总统候选人。预计他将与一名爪哇总统候选人搭档，他的非爪哇背景被视为吸引非爪哇选民的一种手段，而这种选票可能是一名爪哇候选人可能难以获得的。
就在全国代表大会前几天，卡拉决定退出专业集团党旗下。相反，他接受了民主党（PD）尤多约诺的提议，成为他的竞选伙伴。两人还得到了新月派对（PBB），印度尼西亚正义与团结党（PKPI）和改革之星党（PBR）的支持。
2004年7月5日举行了总统选举。 尤多约诺和卡拉以33％的选票赢得了普选票，但选举总统和副总统需要50％的选票，因此需要进行决选。尤多约诺和梅加瓦蒂进入了今年晚些时候举行的第二轮选举。
在第二个方面，尤多约诺面临着梅加瓦蒂的巨大挑战，梅加瓦蒂组建了一个由她自己的印度尼西亚民主党 - 斗争（PDI-P）以及专业集团党，联合发展党，繁荣和平党（PDS）和印度尼西亚组成的全国联盟。国家党（PNI）。虽然巩固了其他政党的政治支持，但卡拉向专业集团党寻求支持。在法赫米·伊德里斯的带领下，无视党派路线，专业集团党的宣布支持卡拉和尤多约诺。2004年9月20日，尤多约诺和卡拉以60.1％的选票赢得了决选。

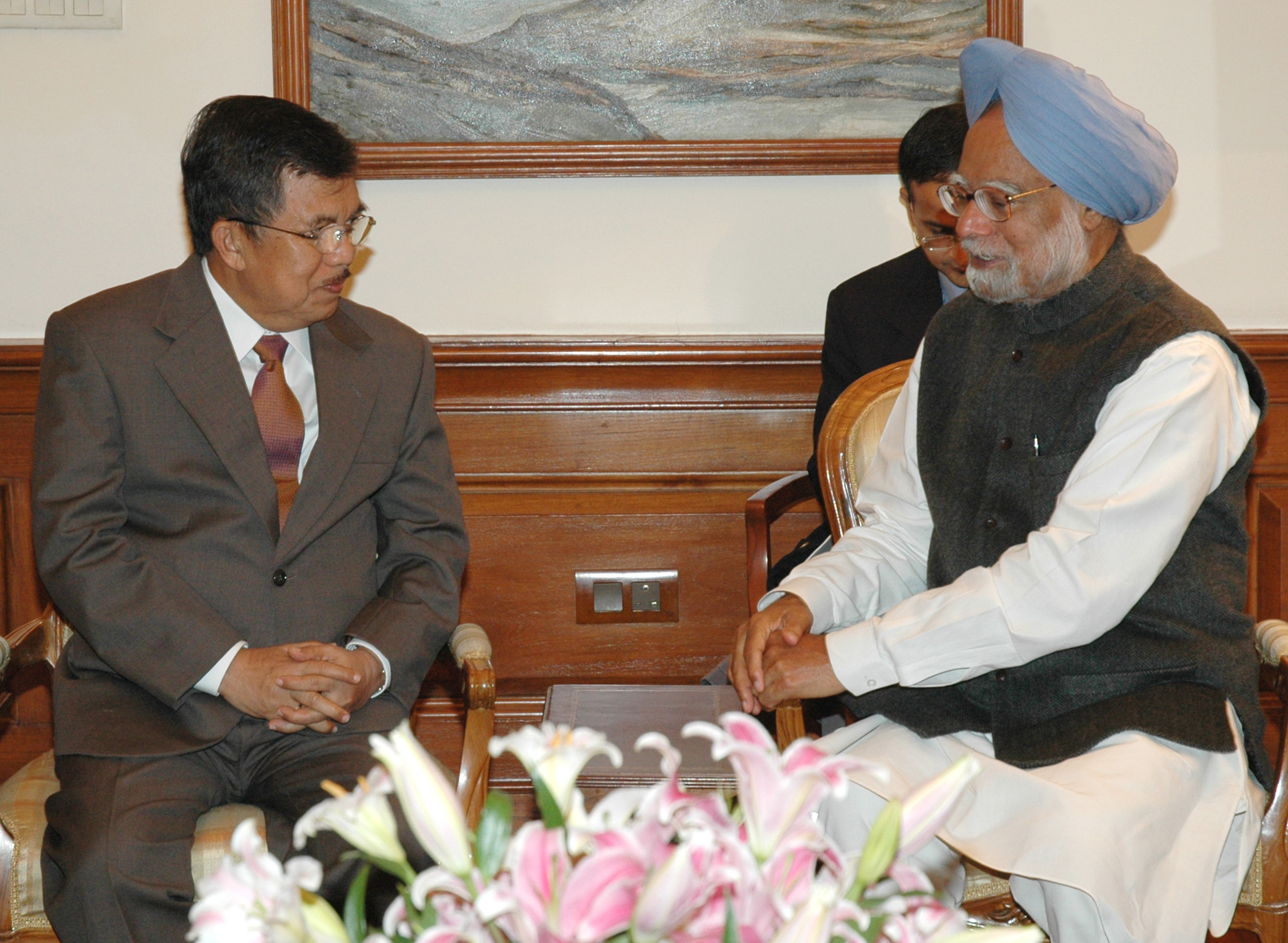
卡拉与时任印度总理曼莫汉·辛格（2007年）

### 第一任副总统
虽然他绝大多数赢得了总统职位，但尤多约诺仍然在人民代表委员会（DPR）中表现不佳。与其所有联盟伙伴的PD仍然太弱，无法与现在打算扮演反对角色的专业集团党和PDI-P抗衡。
随着2004年12月举行的全国代表大会，和卡拉最初支持DPR Agung Laksono的负责人成为专业集团党主席。当阿贡被认为太弱而无法对抗阿克巴时，尤多约诺和卡拉将他们的重心抛在了苏里亚帕洛身后。最后，当Paloh被认为太弱而无法对抗Akbar时，尤多约诺为卡拉赢得了为专业集团党担任主席的席位。2004年12月19日，卡拉当选为专业集团党的新主席。
卡拉的胜利给尤多约诺带来了两难境地。虽然现在让尤多约诺通过立法，但卡拉的新职位意味着从某种意义上说，他现在比尤多约诺更强大。
竞争的第一个迹象出现在印度洋海啸期间，当时卡拉显然主动召集部长并签署了一项命令，要求开始恢复亚齐的工作。副总统令的合法性受到了质疑，尽管尤多约诺坚持认为正是他下令继续执行卡拉的命令。
第二个标志是2005年9月，尤多约诺前往纽约出席联合国年度峰会。虽然尤多约诺离开卡拉负责雅加达的诉讼程序，但他似乎一心想要监视家里的事情。尤多约诺将在纽约举行视频会议，接受部长们的报道。批评者认为，这种行为表达了对尤多约诺的不信任。当卡拉只出现在一个视频会议上，然后花费其余的时间照顾戈尔卡事件时，这个建议似乎获得了动力。
尽管事情平息下来，特别是在Golkar在重新洗牌中获得另一个内阁职位的情况下，2006年10月尤多约诺成立改革组织总统工作组（UKP3R）后，所谓的竞争再次浮出水面。批评者质疑该单位的成立是否是尤多约诺将卡拉从政府中排除的企图。 尤多约诺很快澄清说，在监督UKP3R时，他会得到卡拉的协助。

### 总统选举
2009年，卡拉参加印尼总统大选，前武装部队参谋长维兰托担任竞选伙伴，以12.4％的选票获得第三名。
2012年2月3日，在Riau省印度尼西亚红十字会总部的一次献礼仪式上，卡拉表示，如果得到足够的公众支持，他愿意参加2014年的总统选举。然而到了2012年5月，卡拉表示他无意参加2014年总统选举。卡拉表示，他对党主席阿布里扎尔·巴克里即将就任专业集团党总统候选人的就职典礼没有任何强烈感受，尽管调查显示卡拉可能比巴克里更有选举权，但他无意与他竞争。 2012年6月29日，在专业集团党在茂物举行的全国领导人会议期间，Bakrie被正式宣布为专业集团党2014年总统候选人。
然而，在印度尼西亚多变的政治舞台上，预计2014年总统大选的筹备工作将会出现这种情况。 2012年底，Jusuf Kalla表示他准备离开专业集团党并加入由印度尼西亚民主斗争党（PDI-P）赞助的票，前总统梅加瓦蒂是总统候选人，他是副总统候选人。 “如果我不代表专业集团党，那么我没有异议......政治上一切皆有可能，”卡拉说。

### 成为佐科的竞选伙伴
印度尼西亚民主斗争党（PDIP）总统候选人佐科·维多多于2014年5月19日宣布卡拉为印尼总统竞选伙伴。

### 二任副总统
在他作为副总统的第二个任期内，卡拉批评邻国马来西亚和新加坡对于遭受印度尼西亚森林大火造成的反复阴霾的担忧表示担忧，他们在2015年3月表示：“11个月来，他们享受来自印度尼西亚的好空气，他们从不感谢我们。他们因阴霾一个月而受苦，他们感到不安。“在2015年9月的东南亚阴霾危机中，卡拉重申了类似的立场，同时进一步质疑”为什么要道歉“印度尼西亚。还有人指出，卡拉在担任副主席期间的2005年至2007年期间也提出了类似的评论。在被解释为对卡拉的回应中，新加坡外交部长K. Shanmugam虽然注意到“印度尼西亚部分地区的PSI水平接近2000”，但对于“高级别的令人震惊的声明”表示失望。印度尼西亚......不顾任何人或我们的人民，没有任何尴尬或责任感“。印度尼西亚气象学，气候学和地球物理学委员会将印度尼西亚的污染指数宣布为350以上的“危险”，据报道，2015年9月22日，加里曼丹中部的Palangkaraya指数达到了1,986。8月下旬，Kalla坚持认为印度尼西亚是“开放的”，并要求“新加坡，如果你想提供帮助，请来。不要只是说话”; 尽管早些时候被拒绝（在那个月）新加坡的印度尼西亚提供援助。11月，卡拉说，印度尼西亚森林遭到破坏“不仅仅是我们的问题”，因为“外国人”也应该负责。他责骂外国公司，说“你拿印度尼西亚产品支付5美元，你把它带到这里，卖100美元。印尼公司只需5美元......你必须付钱，如果不是，我们会减少所有树木，让世界感受到热度......世界必须为这一切付出代价。不要总是指责印度尼西亚。“他还重申，由于新加坡和马来西亚没有感谢印度尼西亚“来自苏门答腊，加里曼丹的新鲜空气”，因此印度尼西亚没有必要为印度尼西亚森林大火的阴霾道歉。
2016年2月，卡拉告诉联合国开发计划署不要在印度尼西亚资助或实施LGBT（女同性恋，男同性恋，双性恋和跨性别）社区计划。卡拉此前曾表示反对印度尼西亚的LGBT活动，他认为这在当时偏离了社会价值观。
据报道，2016年4月，卡拉批评新加坡“永远不想与印度尼西亚签署”引渡协议，尽管新加坡据称是“印度尼西亚逃亡人数最多的国家”。新加坡外交部回应指出，2007年签署了印度尼西亚 - 新加坡引渡条约和防务合作协定，而卡拉也是副总统，但该条约尚待印度尼西亚众议院批准。 印度尼西亚众议院在2013年拒绝了“不利于印度尼西亚”的双重协议，坚持认为“引渡和辩护是两个独立的问题”。

## 荣誉

### 外国勋章奖章
- 旭日大绶章（日本，2022年4月29日公布[3]）